# 白馬盆地

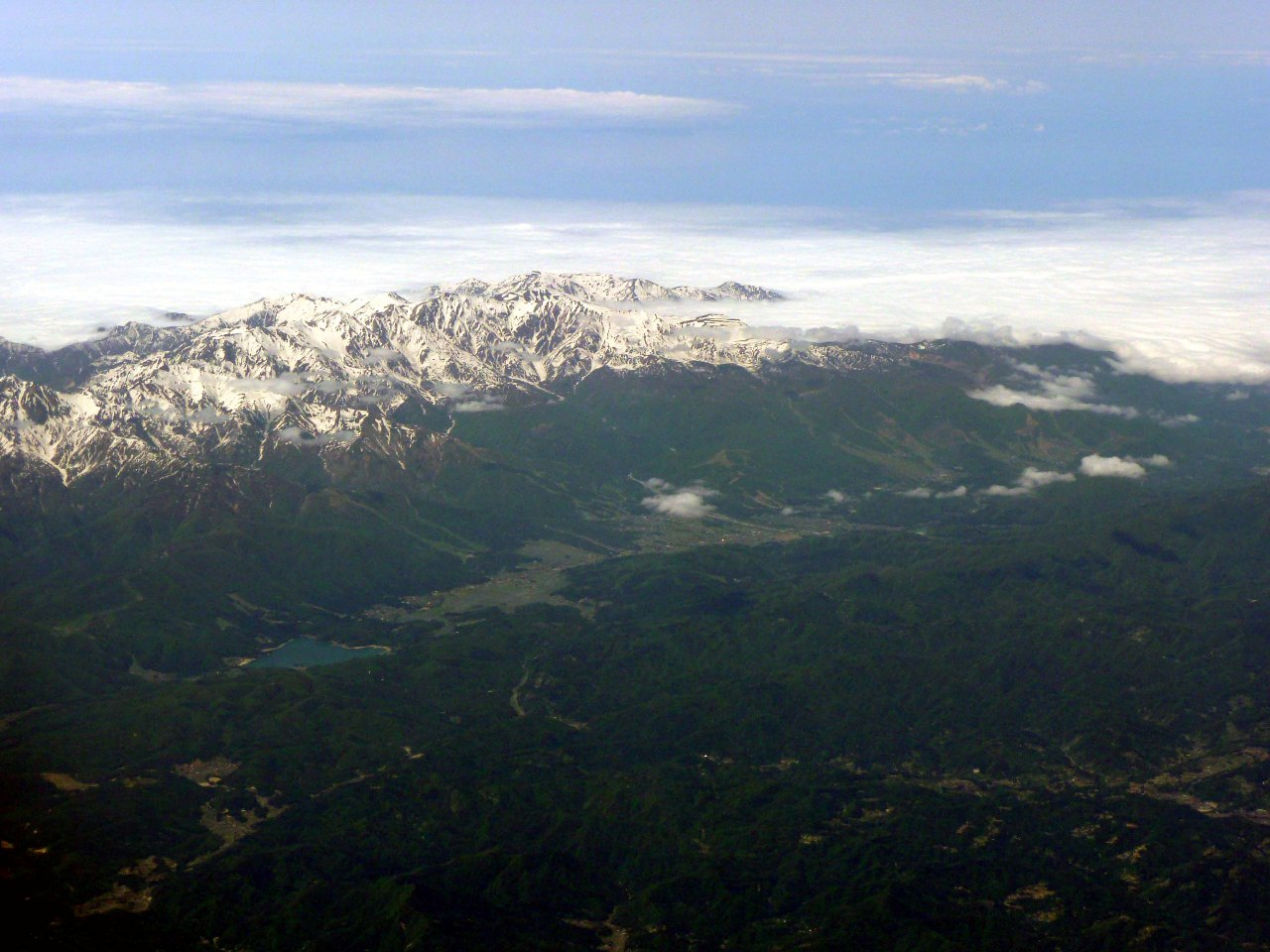
白馬盆地と青木湖及び白馬連峰

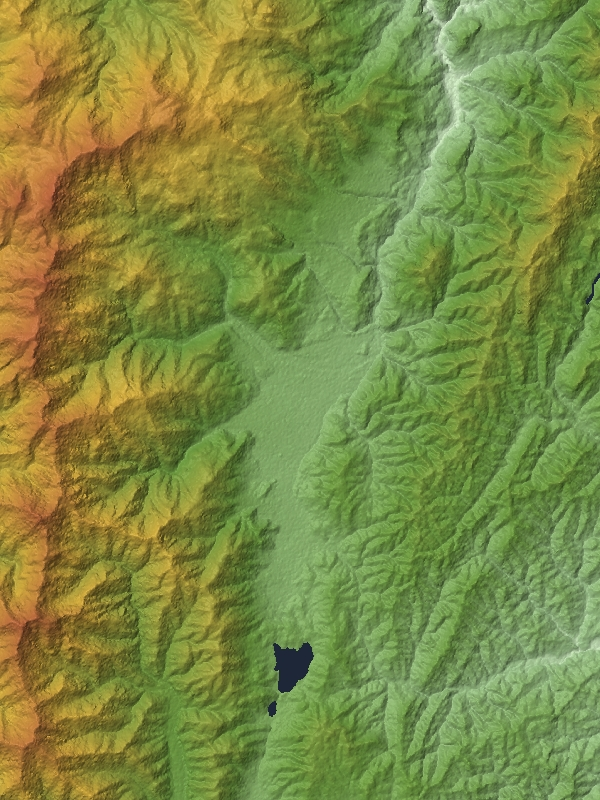
白馬盆地の地形図

白馬盆地（はくばぼんち）は、長野県北西部にある盆地。盆地東縁を糸魚川静岡構造線活断層系神城断層が通過している構造盆地である。別名は四ヶ庄盆地（しかじょうぼんち）。盆地の北半分を北城盆地、南半分を神城盆地と区別して呼称することもある。

## 地理
長野県の北西部、北安曇郡白馬村に位置する盆地である。盆地全体としては、南北に細長い形をとる。北城盆地は東西に約3km、南北に4km、神城盆地は同1km、3kmの広がりをもち、それぞれがいびつな三角形をなす。盆地西側は白馬連峰、東側は小谷山地の山々が連なる。南は地すべり堆積物からなる佐野坂峠によって青木湖と境され、北は親の原台地（栂池高原）に境される。盆地南端にある親海湿原を水源とする姫川が盆地東縁に沿って北流しており、支流である犬川、平川、松川が白馬連峰から流下して河岸段丘と扇状地を形成している。白馬村の中心部はこの扇状地・段丘面上に広がっている。
北城盆地には支流河川による砂礫層が広く分布している。一方、神城盆地には水はけが非常に悪い湖沼堆積物が分布している。このため、神城盆地にはかつては湖（古神城湖）が広がっていたと考えられている。
姫川の谷から白馬盆地を抜けるルートは古くから新潟県の西頸城（糸魚川市）から松本方面へ抜ける主要交通路であり、塩の道・千国街道として利用されてきた。現在もほぼ同じルートに沿って、盆地内を国道148号とJR大糸線が縦断している。

## 註
1. ↑  市川健夫「信州学大全」p.3